# 反応器

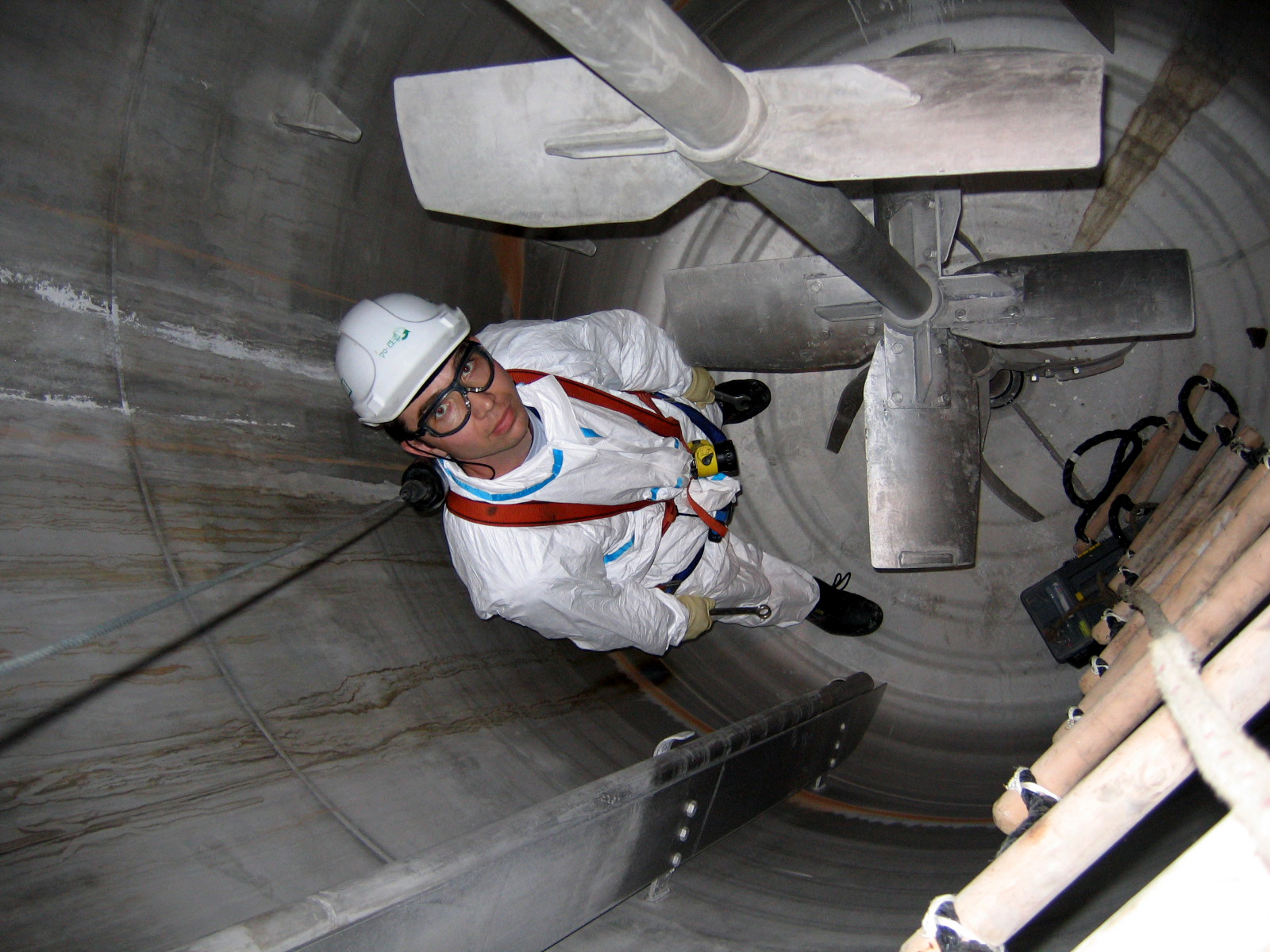
反応器の内部

反応器（はんのうき、英: (chemical) Reactor）とは、化学物質の製造過程において、化学反応を行わせる装置をさす。反応器の設計を扱う分野として，化学工学には反応工学と呼ばれる分野がある．

## 回分式と連続式
反応器への原料投入と生成物回収の仕方により、反応器は回分式（別名バッチ式）と連続式に大別できる。
回分式とは、投入、反応、回収の工程が順番にひとつずつ行われ、それらをセットとして回数として数えられる反応器である。実験室における多くの反応器、フラスコやビーカーはこれに当たる。
一方、連続式とは、投入、反応、回収を全て同時に行い、操作に途切れ目のない反応器である。卑近な例で説明をすると、バスタブに水を張り、そこに水を注ぎながら同時に栓を抜いた状態をさす。工業的には圧倒的にこちらのほうがよく用いられる。

## 管型反応器と槽型反応器
管型反応器とは，管の中を流体を流しながら反応させる形式の反応器である．一方，槽型反応器は撹拌槽の中で反応を起こさせる形式の反応器である．管型反応器を回分操作することは現実的にあり得ないので，反応器は実際には回分反応器（槽型），管型反応器（連続），連続槽型反応器の3種類に分けられる．

## 完全混合流れと押し出し流れ
反応器内の流体の流れには、完全混合流れ (Complete Mixing Flow) と押し出し流れ (Plug Flow Reactor) の2つの理想的なモデルが存在する。
完全混合流れは、反応器内の成分が完全に均一であり、供給した原料が一瞬の時間も置かず均一な状態へ混合されるモデルである。完全混合では，出口流体の組成と反応器内部の物質の組成が等しい．
押し出し流れは、供給された原料が、それ以前や以後に供給された原料と一切交わることなく、反応流体がまるでピストンで押し出されていくように流れる反応器のことである。そのため，押し出し流れはピストン流れとも呼ばれる．
どちらも理想のモデルであり、現実の反応器はすべてこの二つの間にある。多くの反応は一次反応で記述され、その場合、高い原料濃度を保持したままでいられる押し出し流れのほうが反応器として高い効率を得られる。

## 触媒の担持
化学反応にはほとんどの場合触媒を使うため、反応器内で触媒を担持し続けるために様々な機構が考案されている。
固定層反応器は、粒状触媒を網目状の床に担持するタイプの反応器である。低コストで実現できる反面、触媒粒径が大きいため触媒の活性が低く、また、通過する流体の圧力損失が大きい。
流動層反応器は、粉体状の触媒のなかを気体が泡のように噴き出すよう設計された反応器である。
粉流相反応器は、反応流体内を粉体触媒が懸濁する反応器である。反応効率が良い反面、触媒回収が難しい。

## 関連分野
- 化学工学
- 流体力学
- 粉体工学
- 工業化学